# Ferry Pettersson
Johannes Ferdinand Ferry Pettersson  (Haarlem, 28 augustus 1938 – 27 november 2000) was een Nederlands voetballer die onder contract stond bij EDO, Blauw-Wit, GVAV en FC Groningen.

## Loopbaan
Ferry Pettersson debuteerde als 15-jarige jeugdspeler bij EDO op 11 april 1954 in de uitwedstrijd tegen Go Ahead (1-1). 
In 1961 maakte hij de overstap naar Blauw-Wit. Tijdens deze periode maakte hij zijn debuut in het Nederlands Elftal. Na twee jaar in Amsterdamse dienst werd de verdediger in de zomer van 1963 overgenomen door GVAV. Hij maakte de overstap samen met ploeggenoot Martin Koeman.
Op 25 augustus 1963 speelde hij zijn eerste wedstrijd voor de Groninger club. In een uitverkocht Oosterpark tegen Feyenoord. Hij bezorgde Coen Moulijn een lastige wedstrijd.  Hij zou uiteindelijk tien seizoenen voor de Stadjers voetballen.

## Carrièrestatistieken
| Seizoen         | Club            | Land            | Competitie       | Competitie | Competitie | Beker | Beker | Internationaal | Internationaal | Overig | Overig | Totaal | Totaal |
| Seizoen         | Club            | Land            | Competitie       | Wed.       | Dlp.       | Wed.  | Dlp.  | Wed.           | Dlp.           | Wed.   | Dlp.   | Wed.   | Dlp.   |
| --------------- | --------------- | --------------- | ---------------- | ---------- | ---------- | ----- | ----- | -------------- | -------------- | ------ | ------ | ------ | ------ |
| 1955/56         | EDO             | Nederland       | Hoofdklasse B    | –          | 1          | –     | –     | –              | –              | 0      | 0      | –      | 1      |
| 1956/57         | EDO             | Nederland       | Eerste divisie B | –          | –          | –     | 0     | –              | –              | 0      | 0      | –      | –      |
| 1957/58         | EDO             | Nederland       | Eerste divisie A | –          | –          | –     | 0     | –              | –              | 0      | 0      | –      | –      |
| 1958/59         | EDO             | Nederland       | Tweede divisie A | –          | –          | –     | 0     | –              | –              | 0      | 0      | –      | –      |
| 1959/60         | EDO             | Nederland       | Tweede divisie A | –          | –          | –     | –     | –              | –              | 0      | 0      | –      | –      |
| 1960/61         | EDO             | Nederland       | Eerste divisie A | –          | –          | –     | 0     | –              | –              | 0      | 0      | –      | –      |
| 1961/62         | Blauw-Wit       | Nederland       | Eredivisie       | 34         | 0          | –     | 0     | –              | –              | 0      | 0      | –      | 0      |
| 1962/63         | Blauw-Wit       | Nederland       | Eredivisie       | 30         | 1          | –     | 0     | 0              | 0              | 0      | 0      | –      | 1      |
| 1963/64         | GVAV            | Nederland       | Eredivisie       | 30         | 3          | 1     | 0     | –              | –              | 0      | 0      | 31     | 3      |
| 1964/65         | GVAV            | Nederland       | Eredivisie       | 28         | 2          | 1     | 0     | –              | –              | 0      | 0      | 29     | 2      |
| 1965/66         | GVAV            | Nederland       | Eredivisie       | 28         | 3          | 3     | 0     | –              | –              | 0      | 0      | 31     | 3      |
| 1966/67         | GVAV            | Nederland       | Eredivisie       | 30         | 0          | 0     | 0     | –              | –              | 0      | 0      | 30     | 0      |
| 1967/68         | GVAV            | Nederland       | Eredivisie       | 30         | 0          | 2     | 0     | 0              | 0              | 0      | 0      | 32     | 0      |
| 1968/69         | GVAV            | Nederland       | Eredivisie       | 32         | 2          | 3     | 0     | –              | –              | 0      | 0      | 35     | 2      |
| 1969/70         | GVAV            | Nederland       | Eredivisie       | 3          | 1          | 0     | 0     | 0              | 0              | 0      | 0      | 3      | 1      |
| 1970/71         | GVAV            | Nederland       | Eerste divisie   | 0          | 0          | 0     | 0     | –              | –              | 0      | 0      | 0      | 0      |
| 1971/72         | FC Groningen    | Nederland       | Eredivisie       | 1          | 0          | 0     | 0     | –              | –              | 0      | 0      | 1      | 0      |
| 1972/73         | FC Groningen    | Nederland       | Eredivisie       | 1          | 0          | 0     | 0     | –              | –              | 0      | 0      | 1      | 0      |
| Carrière totaal | Carrière totaal | Carrière totaal | Carrière totaal  | –          | –          | –     | 0     | 0              | 0              | 0      | 0      | –      | –      |

## Interlandcarrière
Nederland
Op 5 september 1962 debuteerde Pettersson voor Nederland in een vriendschappelijke wedstrijd tegen de Nederlandse-Antillen  Pettersson speelde als rechtsback  in de met 8-0 gewonnen wedstrijd. Bondscoach Elek Schwartz selecteerde hem opnieuw voor de oefeninterland met België. Deze wedstrijd werd met 2-0 verloren.  In zijn periode bij GVAV zou hij nog één keer worden opgeroepen voor deelname aan de centrale training ter voorbereiding op een oefenwedstrijd tegen Engeland. Denis Neville zou hem uiteindelijk niet mee nemen in de jubileumwedstrijd in het kader van het 75-jarig bestaan van de KNVB.
| Interlands van Ferry Pettersson voor Nederland | Interlands van Ferry Pettersson voor Nederland | Interlands van Ferry Pettersson voor Nederland | Interlands van Ferry Pettersson voor Nederland | Interlands van Ferry Pettersson voor Nederland | Interlands van Ferry Pettersson voor Nederland |
| №                                              | Datum                                          | Wedstrijd                                      | Uitslag                                        | Soort Wedstrijd                                | Doelpunten                                     |
| Als speler bij Blauw-Wit                       | Als speler bij Blauw-Wit                       | Als speler bij Blauw-Wit                       | Als speler bij Blauw-Wit                       | Als speler bij Blauw-Wit                       | Als speler bij Blauw-Wit                       |
| ---------------------------------------------- | ---------------------------------------------- | ---------------------------------------------- | ---------------------------------------------- | ---------------------------------------------- | ---------------------------------------------- |
| 1.                                             | 5 september 1962                               | Nederland – Nederlandse Antillen               | 8 – 0                                          | Vriendschappelijk                              | 0                                              |
| 2.                                             | 14 oktober 1962                                | België – Nederland                             | 2 – 0                                          | Vriendschappelijk                              | 0                                              |

## Erelijst
EDO
| Nationaal      |    |         |
| Tweede divisie | 1x | 1959/60 |